# ساچلو
ساچلو یک روستا در ایران است که در دهستان مشگین غربی واقع شده‌است. ساچلو ۸۳ نفر جمعیت دارد.